# St. Gallisch-Appenzellische Eisenbahn

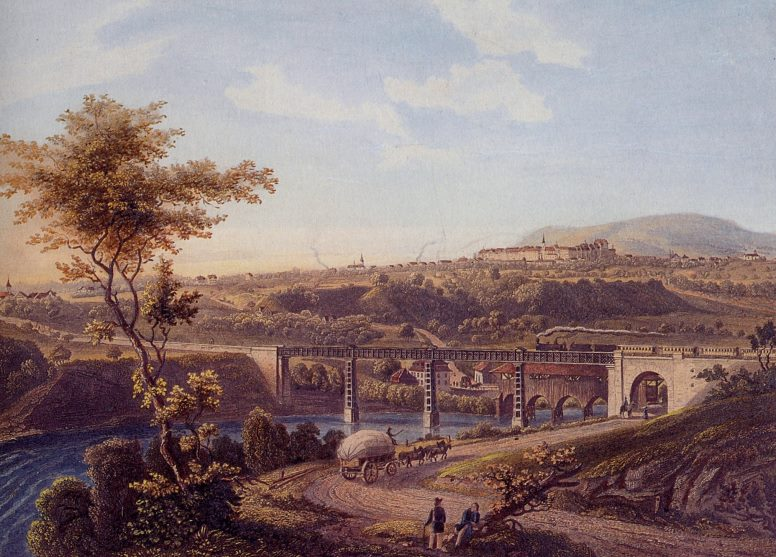
Zug auf der Thurbrücke bei Schwarzenbach. Im Hintergrund ist die Stadt Wil sichtbar.

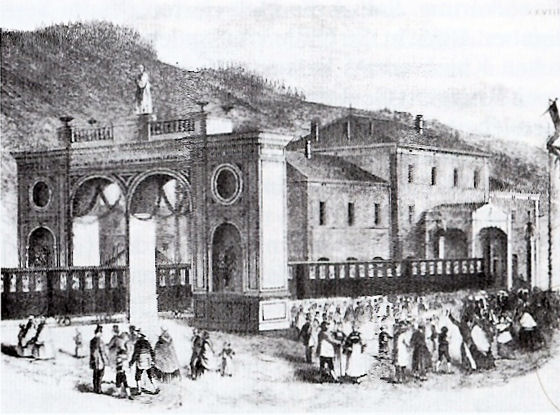
Bahnhof St. Gallen bei der Eröffnung 1856

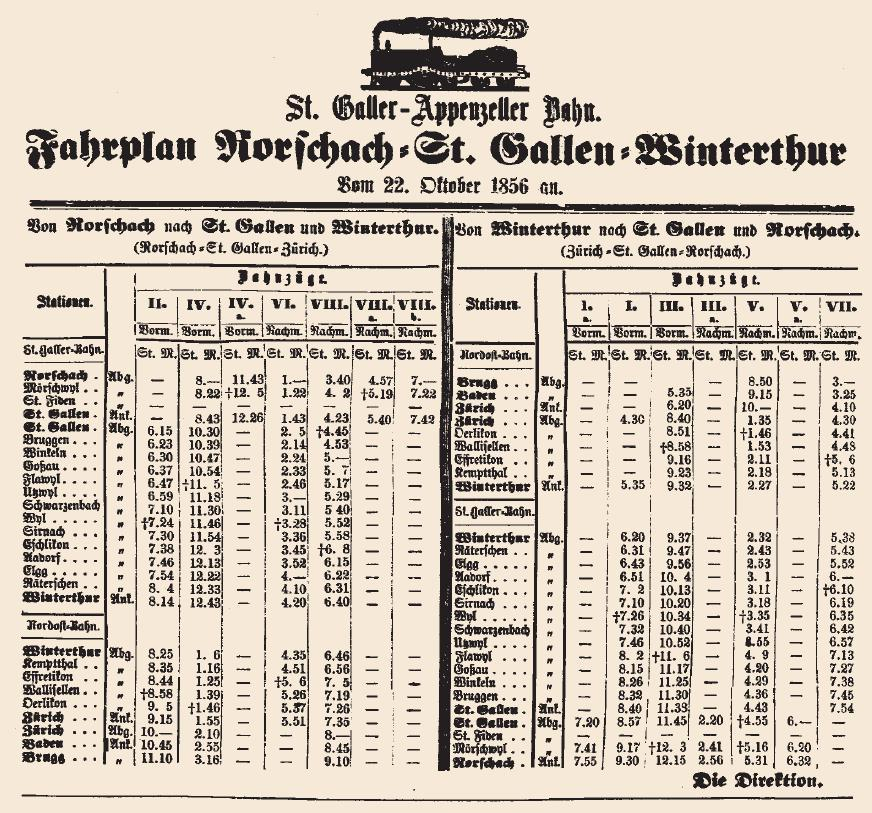
Fahrplan nach der Eröffnung der ganzen Strecke Rorschach–St.Gallen–Winterthur

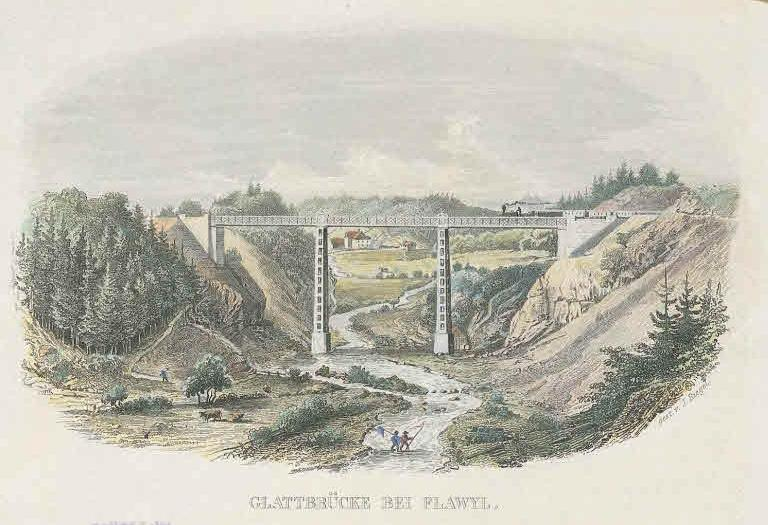
Eisenbahnbrücke über die Glatt bei Flawil

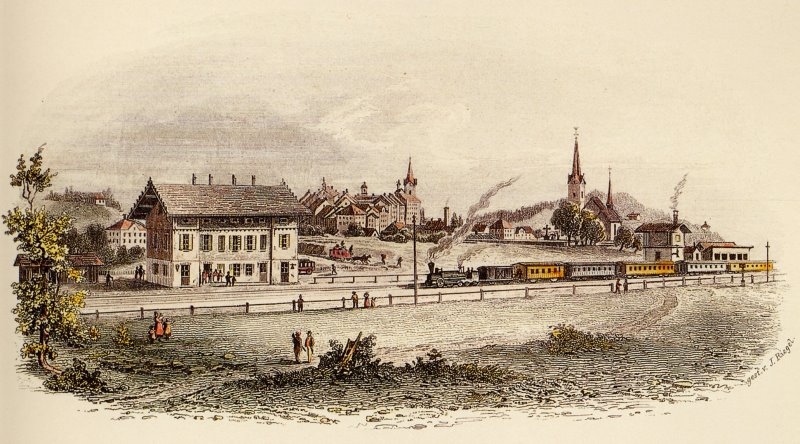
Bahnhof Wil nach 1855

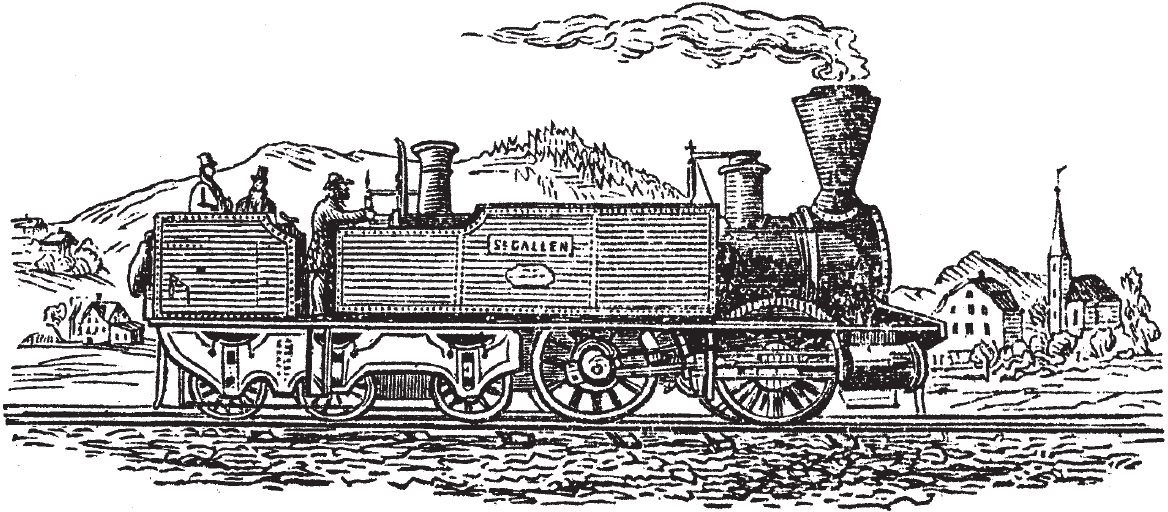
Zeitgenössische und wirklichkeitstreue Darstellung der Lokomotive Ec 2/5 Nr. 1

Die St. Gallisch-Appenzellische Eisenbahn (SGAE oder S.G.A.E.) war eine Eisenbahngesellschaft in der Schweiz. Sie baute die Bahnstrecke Rorschach–St. Gallen–Winterthur. Bereits am 1. Mai 1857 ging sie in den Vereinigten Schweizerbahnen (VSB) auf.

## St. Gallisch-Appenzellische Eisenbahn-Verein
Am 25. Februar 1846 wurde in St. Gallen der St. Gallisch-Appenzellische Eisenbahn-Verein gegründet. Die Nähe des Namens zur St. Gallisch-Appenzellischen Gemeinnützigen Gesellschaft war durch die sehr enge Verbindung der beiden Vereine naheliegend. Der Eisenbahn-Verein erstellte grundlegende bautechnische und verkehrspolitische Vorarbeiten, zu denen auch Vermessungen und die Erstellung technischer und wirtschaftlicher Gutachten durch Karl Etzel und Friedrich August von Pauli gehörte.
Die 1847 vorgeschlagene Linienführung zwischen Rorschach und Flawil wird aus heutiger Sicht als selbstverständlich erachtet. Die zwischen Flawil und Winterthur projektierte Streckenführung erklärte sich durch Rivalitäten zwischen den Kantonen Thurgau und St. Gallen. Die durch flaches Gelände führende Thurtallinie versprach dem Kanton Thurgau wirtschaftliche Vorteile gegenüber dem Handelsplatz St. Gallen. Wegen dieser Interessenskonflikte wurde eine Linienführung gesucht, die den Thurgau umfuhr. Winterthur sollte notfalls durch eine Voralpenbahn über Flawil–Jonschwil–Mühlrüti durch einen Hulftegg-Tunnel nach Steg im Tösstal erreicht werden. Weitere ausgearbeitete Streckenvarianten waren Flawil–Jonschwil–Wil und Flawil–Niederuzwil–Henau–Züberwangen–Wil.

## Konzession und Bau
Am 27. Mai 1852 erfolgte die Gründung der St.Gallisch-Appenzellischen Eisenbahngesellschaft. Ziel der SGAE war der Bau der Verbindung Rorschach–St. Gallen–Winterthur mit Fortsetzung nach Zürich und insbesondere nach Basel. Das zunächst auf 12 Millionen Franken berechnete Aktienkapital musste bald auf 14¼ Millionen erhöht werden.  Zusätzlich wurden Anleihen im Betrag von 5½ Millionen Franken aufgenommen. An der Aktiengesellschaft war auch der Kanton St. Gallen beteiligt. Es handelte sich um die erste Staatsbeteiligung an einer Eisenbahn in der Schweiz.
Während die Kantone St. Gallen und Zürich bereits 1852 die Konzession erteilten, versuchte der Kanton Thurgau den Bau der Linie zu verhindern. Auf Druck der Bundesversammlung erteilte der Kanton Thurgau am 9. März 1853 die Konzession für die Streckenabschnitte Rickenbach–Wil und Wil–Sirnach–Eschlikon–Aadorf.
Mit den Bauarbeiten konnte am 1. Mai 1853 begonnen werden. Die Gesamtstrecke wurde in vier Baulose unterteilt. Der Abschnitt Wil–Winterthur stand unter der Leitung des bekannten Ingenieurs Julius Herz. Der Bahnbau umfasste für damaligen Verhältnisse bemerkenswerte Brücken über die Flüsse Goldach, Sitter, Glatt, Uze und Thur. Als einziger Ort erhielt St. Gallen ein repräsentatives Bahnhofsgebäude.
Die Linie wurde in mehreren Etappen eröffnet:
- Wil–Winterthur am 15. Oktober 1855
- Flawil–Wil am 27. Dezember 1855
- Winkeln–Flawil am 15. Februar 1856
- St. Gallen–Winkeln mit dem Sitterviadukt am Ostermontag, 25. März 1856
- Rorschach Hafen–Rorschach (Spitzkehre)–St. Gallen am 25. Oktober 1856

## Fusion zu den Vereinigten Schweizerbahnen
Die fehlenden Finanzmittel für den Abschluss der laufenden Bauarbeiten zwangen zur Suche nach weiteren Geldgebern. In Paris wurden im März 1856 mit einer Finanzgruppe unter der Federführung des Hauses Rothschild Verhandlungen geführt. Die Investoren verlangten eine Fusion der St. Gallisch-Appenzellischen Eisenbahn mit der Glatthalbahn, der damaligen Südostbahn und der Nordostbahn. Weil sich die Nordostbahn nicht einbinden liess, wurde am 4. September 1856 die Fusion der übrigen Bahnen zu den Vereinigten Schweizerbahnen (VSB) beschlossen.
Die VSB übernahmen am 1. Mai 1857 den Betrieb auf den Linien Rorschach–St.Gallen–Winterthur der SGAE und Wallisellen–Uster der Glattthalbahn. In den Jahren 1857 bis 1859 vollendeten die VSB die Fortsetzung der Glattthalbahn nach Rapperswil und die von der Südostbahn in Angriff genommenen Bahnstrecken Rorschach–St. Margrethen–Sargans–Chur, Rapperswil–Ziegelbrücke, Ziegelbrücke–Weesen–Sargans und die Stichlinie Weesen–Glarus.

## Rollmaterial
Die Dampflokomotiven Ec 2/5 der SGAE trugen folgende Namen:
| Nr. | Name       | spätere SBB-Nr. |
| --- | ---------- | --------------- |
| 1   | St. Gallen | 2451            |
| 2   | Appenzell  | 2452            |
| 3   | Toggenburg | 2453            |
| 4   | Rorschach  | 2462            |
| 5   | Wyl        | 2454            |
| 6   | Flawyl     | 2455            |

Die von der Maschinenfabrik Esslingen nach dem System Engerth gebauten Lokomotiven in der Stütztender-Bauart für Holzbefeuerung waren für die Steilstrecke zwischen Rorschach und St. Gallen ideal. Die Lokomotiven wurden später für Steinkohlebefeuerung umgerüstet.